# Naghmeh Kiadarbandsari
Naghmeh Kiadarbandsari (persisch نغمه کیادربندسری; * 12. Dezember 1997) ist eine iranische Grasskiläuferin. Sie nahm 2012 erstmals an Weltcuprennen teil.

## Karriere
Kiadarbandsari nahm im August 2012 im Alter von 14 Jahren erstmals an Weltcuprennen teil. Die jüngste Weltcupstarterin dieses Jahres bestritt in der Saison 2012 nur die drei Weltcuprennen in Dizin in ihrem Heimatland. Nach einem Ausfall im Riesenslalom und einer Disqualifikation im ersten der beiden Super-G gewann sie mit dem achten Platz im zweiten Super-G ihre ersten Weltcuppunkte. Im Gesamtweltcup kam sie damit auf Rang 21.

## Erfolge

### Weltcup
- 2012: Super-G Platz 8 (Punkteränge)